# Arbeitsbedingungen (Betriebsverfassungsgesetz)
Arbeitsbedingungen sind rechtliche und tatsächliche Rahmenbedingungen, unter denen Arbeitnehmer ihre Arbeitsleistung erbringen. Die Arbeitsbedingungen werden rechtlich vor allem durch Gesetze, Tarifverträge, Betriebsvereinbarungen, Betriebsordnungen oder Arbeitsverträge gestaltet.

## Allgemeines
Zu den Arbeitsbedingungen, die in Arbeitsverträgen und sonstigen Rechtsquellen geregelt sind, gehören neben der Art und dem Umfang der Arbeitsleistung, zu der der Arbeitnehmer verpflichtet ist, und der Höhe und der Zusammensetzung des Arbeitsentgelts auch Arbeitsleid, Arbeitsort, Arbeitsplatz, Arbeitsschutz, Arbeitsschwere, Arbeitssicherheit, Arbeitsumgebung, Arbeitszeit, Arbeitszufriedenheit, Mehrarbeit, Urlaub (Erholungsurlaub), Sozialleistungen, betrieblicher Gesundheitsschutz, Umweltbedingungen (Lärm-, Wetter- oder Klimabelästigungen), Gleichstellungsfragen und Kündigungsschutz oder eine etwaige Probezeit. Arbeitsbedingungen dieser Art sind heute Sozialstandard.
Allgemeine Arbeitsbedingungen werden vom Arbeitgeber häufig aus Gründen der Rationalisierung und Standardisierung in einem Einheitsarbeitsvertrag zusammengestellt, der den einzelnen Arbeitsverträgen formularmäßig zugrunde gelegt wird. Sie werden Inhalt des Einzelarbeitsvertrags, ohne dass sie mit dem einzelnen Arbeitnehmer ausgehandelt werden. Vom Arbeitgeber vorformulierte Arbeitsbedingungen unterliegen deshalb einer gerichtlichen Inhaltskontrolle nach dem Recht der allgemeinen Geschäftsbedingungen (§§ 305 ff BGB) und können durch Gerichte auf ihre Rechtswirksamkeit überprüft werden.

## Geschichte
Während der Sklaverei litten die Arbeiter unter unmenschlichen Arbeitsbedingungen. Sie standen vielfach im Eigentum ihres Arbeitgebers, der nach Belieben hierüber verfügen konnte. Die Ausbeutung ihrer Arbeitskraft wurde oft durch Körperstrafe erzwungen. Das Christentum verbot Christen, andere Christen zu erwerben oder zu verkaufen, wodurch die Sklaverei zwar im Hochmittelalter aus Mitteleuropa verschwand, dafür aber umso größere Bedeutung südlich der Alpen, so etwa in den italienischen Seerepubliken, im Schwarzmeerraum, auf dem Balkan und im Nahen Osten, insbesondere in Ägypten gewann.
Im Mittelalter fand die Familien- und Handwerkerarbeit unter einem persönlichen Schutz- und Fürsorgeverhältnis statt. Der Frondienst des Bauern für den Grund- oder Leibherrn umfasste Hand- und Spanndienste (Scharwerk). Die Leibeigenen waren fast überall – insbesondere im 10. und 11. Jahrhundert – der Gnade ihrer Lehnsherren ausgesetzt (französisch corvéables à merci). Zünfte und Städte regelten zunehmend die Arbeitsbedingungen der Arbeitnehmer. Vor allem gelang es den Webern (Kölner Weberaufstand zwischen 1369 und 1371), Verbesserungen der Arbeitsbedingungen durchzusetzen. Erste tarifvertragsähnliche Kollektivvereinbarungen erzielten etwa die Wollenweber von Speyer am 31. Oktober 1351. Um 1400 regelte eine Zunftrolle der Lübecker Rotgießer, Ringseiler und Spangenmacher bis in Detail deren Arbeitsbedingungen. Die Städte Westfalens und die westfälische Ritterschaft vereinbarten 1423 eine Gesinde- und Tagelohnordnung, um durch allgemeine Lohntaxen die Abwanderung in die Städte einzudämmen.
Von der Entdeckung Amerikas 1492 bis ins Jahr 1870 wurden mehr als 11 Millionen afrikanischer Sklaven nach Amerika verkauft. Die meisten davon (4,1 Mio.) gelangten über den transatlantischen Dreieckshandel in die britischen, französischen, holländischen und dänischen Kolonien in der Karibik. Fast genauso viele Afrikaner (4 Mio.) wurden von portugiesischen Händlern nach Brasilien gebracht, 2,5 Mio. wurden in die spanischen Kolonien in Südamerika verkauft. Die kleinste Gruppe bilden die etwa 500.000 afrikanischen Sklaven, die in die dreizehn britischen Kolonien auf dem nordamerikanischen Festland und in die im Juli 1776 gegründeten Vereinigten Staaten gelangten. Die schlechten Arbeitsbedingungen auf den Baumwoll-, Kaffee- oder Zuckerrohrplantagen Nordamerikas führten zu geringer Lebenserwartung und sinkenden Geburtenraten bei Sklavinnen.
In Frankreich wurden die Bauern im 17. Jahrhundert mit der Verpflichtung zu unbezahlten Arbeiten an den öffentlichen Straßen (französisch corvée royale) belastet; diese Verpflichtung bestand ab Juni 1738 allgemein für alle Arbeitnehmer.
Während der Industrialisierung in der Gründerzeit fand ein Übergang von Handwerksarbeit in Kleinbetrieben zur industriellen Massenproduktion in Fabriken statt, mit dem ein Wechsel vom familiären Fürsorgeverhältnis zum „Produktionsfaktor Arbeiter“ einherging, dessen Kosten es möglichst zu verringern galt. Alfred Hueck und Hans Carl Nipperdey brachten zum Ausdruck, dass „übermäßig lange Arbeitszeiten, Hungerlöhne, Trucksystem, ungenügender Gesundheits- und Unfallschutz, vor allem übermäßige Ausdehnung der Frauen- und Kinderarbeit“ die kennzeichnenden Merkmale der damaligen sozialen Verhältnisse waren. Erste arbeitnehmerfreundliche Arbeitsbedingungen schuf das preußische Regulativ vom September 1839, das ein Verbot der Fabrikarbeit für Kinder unter 9 Jahren und eine Arbeitszeitbegrenzung von 10 Stunden für Kinder unter 16 Jahren brachte.
Die im Verlauf der Revolution 1848/1849 auf nationaler Ebene aufkommenden ersten Gewerkschaften setzten sich von Beginn an für die Arbeitnehmerrechte ein. Sie verstanden sich nicht allein als Schutzorganisationen, sondern fungierten oft als aggressiv operierende Marktverbände und versuchten, die Arbeitsbedingungen im Interesse ihrer Mitglieder zu ändern. Die erste deutsche Gewerkschaft entstand 1849 mit dem deutschen Druckverband. Die Novelle der Gewerbeordnung vom Juni 1891 führte zu einem Nachtarbeitsverbot für Jugendliche und Arbeiterinnen und einer Höchstarbeitszeit für Frauen von 10 Stunden pro Tag. Der erste Tarifvertrag vom Mai 1873 sorgte bei den Buchdruckern für eine Stärkung der Arbeitnehmerrechte dieses Wirtschaftszweigs. Erste Mitbestimmungsrechte für Arbeitnehmer brachte das Betriebsrätegesetz vom Februar 1920; der 8-Stunden-Tag für alle gewerblichen Arbeiter (seit November 1918) und alle Angestellten (seit März 1919) führte zu einheitlichen Arbeitszeitverkürzungen.

## Rechtsfragen
In § 106 GewO sind wesentliche Arbeitsbedingungen im Rahmen des Weisungsrechts des Arbeitgebers aufgezählt, und zwar Arbeitsinhalt, Arbeitsort und Arbeitszeit für die Arbeitsleistung des Arbeitnehmers, die der Arbeitgeber nach billigem Ermessen näher bestimmen kann, soweit diese Arbeitsbedingungen nicht durch Arbeitsvertrag, Bestimmungen einer Betriebsvereinbarung, eines anwendbaren Tarifvertrags oder gesetzliche Vorschriften festgelegt sind. Bei der Ausübung des Weisungsrechts steht dem Arbeitgeber regelmäßig ein weiter Raum zur einseitigen Gestaltung der Arbeitsbedingungen zu. Es ermöglicht dem Arbeitgeber, die im Arbeitsvertrag nur rahmenmäßig umschriebene Leistungspflicht im Einzelnen nach Zeit, Art und Ort zu bestimmen. Das Direktionsrecht des Arbeitgebers kann durch Gesetz, Tarifvertrag, Betriebsvereinbarung oder Einzelarbeitsvertrag eingeschränkt sein. Der Umfang der beiderseitigen Hauptleistungspflichten unterliegt dabei nicht dem allgemeinen Weisungsrecht des Arbeitgebers. Die Regelung der beiderseitigen Hauptleistungspflichten gehört zum Kernbereich des Arbeitsverhältnisses mit der Folge, dass diese Arbeitsbedingungen lediglich durch Gesetz, Kollektiv- oder Einzelarbeitsvertrag gestaltbar sind. Nach deutschem Betriebsverfassungsrecht (§ 77 Abs. 3 BetrVG) können Arbeitsentgelte und sonstige Arbeitsbedingungen, die durch Tarifvertrag geregelt sind oder üblicherweise geregelt werden, nicht Gegenstand einer Betriebsvereinbarung sein.
Eine Änderung der Arbeitsbedingungen durch einseitige Leistungsbestimmung des Arbeitgebers ist nur so weit möglich, wie das Direktionsrecht sachlich reicht. Davon erfasst wird jedenfalls eine Konkretisierung der Arbeitsbedingungen. Ein Arbeitsvertrag regelt, dass ein Arbeitnehmer seine Arbeitskraft einem Arbeitgeber nach dessen Weisung gegen ein Arbeitsentgelt schuldet. Damit ist das Recht des Arbeitgebers, die im Arbeitsvertrag nur allgemein umschriebenen Arbeitsbedingungen durch Weisungen zu konkretisieren, jedem Arbeitsvertrag immanent. Wenn das Weisungsrecht des Arbeitgebers nicht ausreicht, eine Änderung der Arbeitsbedingungen zu bewirken, ist der Arbeitgeber auf das Mittel der Änderungskündigung angewiesen.
In § 5 Abs. 3 ArbSchG sind einige Gefahren aufgezählt, die zu den Arbeitsbedingungen gehören und den Arbeitsschutz beeinträchtigen könnten, nämlich die Gestaltung und Einrichtung der Arbeitsstätte und des Arbeitsplatzes, die physikalischen, chemischen und biologischen Einwirkungen, die Gestaltung, Auswahl und Einsatz von Arbeitsmitteln, insbesondere von Werkstoffen, Maschinen (Mensch-Maschine-System), Geräten und Anlagen sowie den Umgang damit, die Gestaltung von Fertigungsverfahren, Arbeitsabläufen und Arbeitszeit und deren Zusammenwirken, die unzureichende Qualifikation und Unterweisung der Beschäftigten oder psychische Arbeitsbelastungen.
Abweichend von den bekannten Verhältnissen in den Berufen des zivilen Lebens an Land ergeben sich für die Berufsgruppe der Seeleute rechtliche Besonderheiten durch die naturgemäß seespezifischen  Arbeitsbedingungen, bei denen das Weisungsrecht des Arbeitgebers gegenüber den Mitgliedern der heute überwiegend multinationalen Schiffsbesatzungen an Bord durch den jeweiligen Kapitän umgesetzt wird und Kontrollen auf dem jeweiligen Handelsschiff üblicherweise durch speziell ausgebildete  Schiffsbesichtiger der Hafenstaatkontrolle oder des Flaggenstaates, der Klassifikationsgesellschaften sowie ggf. auch von der ITF erfolgen und auch der Seebetriebsrat ein Mitspracherecht gemäß BetrVG hat.

## Soziologie
Arbeitsbedingungen sind in der Soziologie sämtliche Faktoren, die bei einer Arbeit auf die körperliche und geistige Leistungsfähigkeit, Erleben, Gesundheit und Verhalten einer Arbeitskraft einwirken. Hierzu gehören insbesondere Arbeitsbelastung, Arbeitsmotivation und Betriebsklima. 

## EU-Recht
In der Europäischen Union schreibt die Richtlinie (EU) 2019/1152 vom 20. Juni 2019 über transparente und vorhersehbare Arbeitsbedingungen in der Europäischen Union aufbauend auf der Proklamation zur Europäischen Säule sozialer Rechte transparente und vorhersehbare Arbeitsbedingungen vor.